# NGC 7129
NGC 7129是一個位於仙王座的反射星雲，距離地球約3300光年。一個年輕疏散星團將環繞在周圍的星雲照亮。最近的研究認為該星團有超過130個年齡1百萬年以下的恆星。NGC 7129和附近的星團NGC 7142在天球上距離只有半度。

## 概要
NGC 7129外觀像玫瑰花苞，而年輕的恆星輻射使該星雲擴張。分子雲中形狀特殊的氣泡在恆星誕生時就圍繞在旁邊。玫瑰紅的顏色來自於氣泡表面被來自年輕恆星的輻射加熱的塵埃。年輕恆星產生的紫外線和可見光被周圍的塵埃吸收並將塵埃加熱，使塵埃釋放出波長較長的紅外線並且被史匹哲太空望遠鏡拍攝。屬於假色的偏紅顏色代表富含碳氫化合物分子區域發射的紅外線輻射。
氣泡外溫度低得多的分子雲大多無法被史匹哲拍攝到；但是三個接近星雲中心的極年輕恆星發射出超音速噴流進入雲氣。雲氣和噴流氣體互相碰撞使星雲中的一氧化碳分子被加熱，產生的複雜結構雲氣在史匹哲的影像上就像是玫瑰花苞的莖。

## 圖集

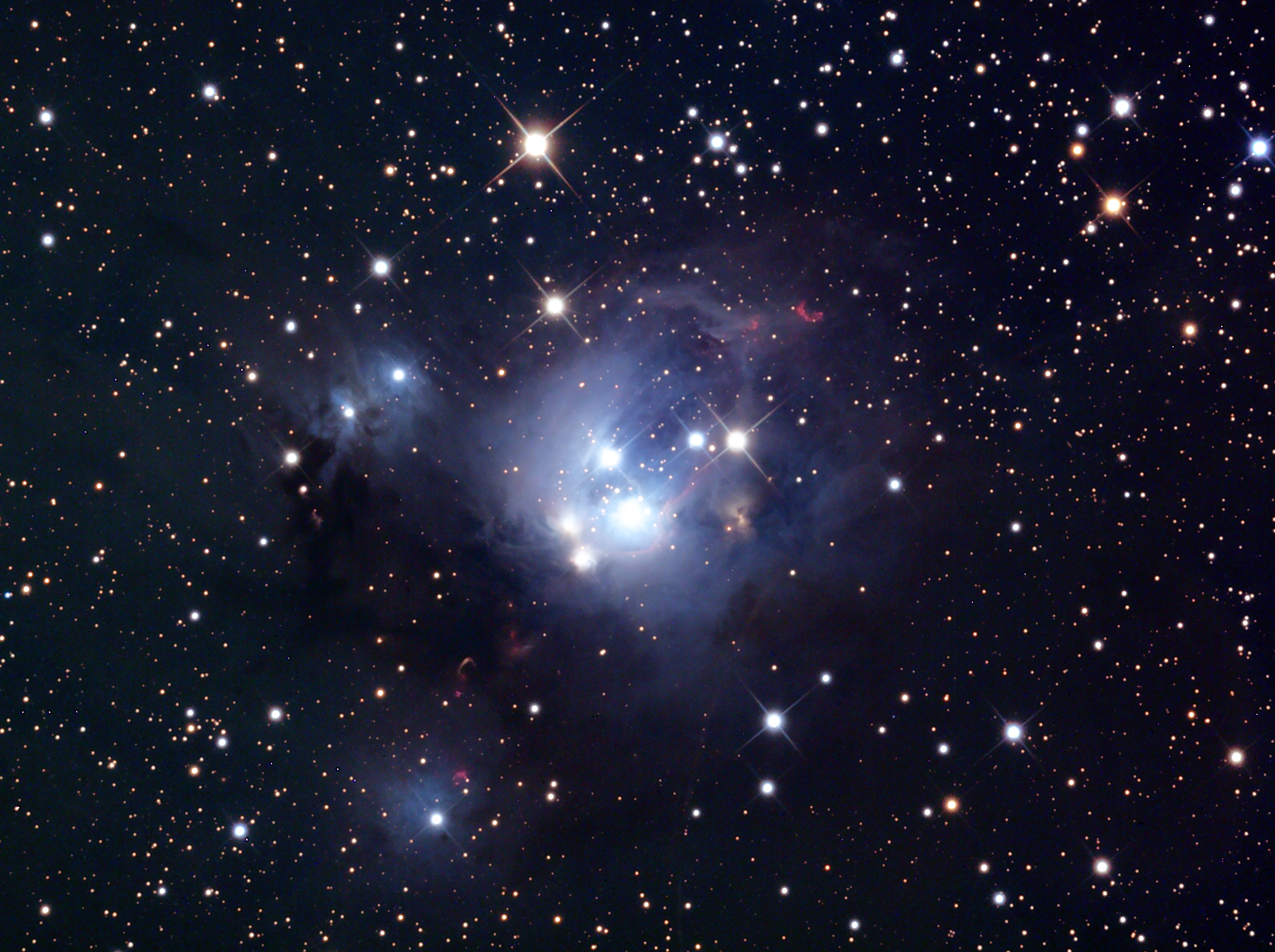
萊蒙山天文台口徑24英吋望遠鏡拍攝的NGC 7129。感謝 Joseph D. Schulman。

## 外部連結
- http://www.noao.edu/outreach/aop/observers/n7129.html（页面存档备份，存于）
- "Valentine's Day" 2004 Spitzer Space Telescope press release: the "Cosmic Rose"
- image from the Spitzer Space Telescope
- printable lithograph from the Spitzer Space Telescope（页面存档备份，存于）